# Cherax peknyi
Espèce
Statut de conservation UICN

 DD  : Données insuffisantes
Cherax peknyi est une espèce d'écrevisses de l'hémisphère sud. Originaire de Papouasie-Nouvelle-Guinée, elle pullule dans une eau entre 20 et 26 °C. Elle mesure entre 8 et 12 centimètres.